# Betty Sutton
Betty Sue Sutton (Barberton, 31 luglio 1963) è una politica statunitense, membro della Camera dei Rappresentanti per lo stato dell'Ohio dal 2007 al 2013.

## Biografia
Nata e cresciuta in Ohio, dopo aver lavorato per alcuni anni come avvocato, la Sutton venne eletta nel consiglio comunale della sua città come membro del Partito Democratico.
Nel 1992 venne eletta all'interno della legislatura statale dell'Ohio e vi rimase per otto anni. Nel 2006 la Sutton venne eletta alla Camera dei Rappresentanti come successore di Sherrod Brown, divenuto senatore. Fu poi riconfermata per altri due mandati nel 2008 e nel 2010.
Nel 2012 la Sutton concorse per la rielezione in un altro distretto, molto più favorevole ai repubblicani. Inoltre il suo avversario repubblicano era il collega deputato Jim Renacci. La Sutton alla fine perse di misura le elezioni contro Renacci e dovette lasciare il Congresso.